# U Sagittae
U Sagittae (U Sge) es una estrella variable en la constelación de Sagitta, la flecha.
Visualmente se localiza a poco menos de 2º al sur de 1 Vulpeculae.
Su magnitud aparente media es +6,50 y se encuentra a 782 años luz del sistema solar.

## Características
U Sagittae es una binaria compuesta por una subgigante blancoazulada de tipo espectral B7.5IV-V, la estrella primaria, y una gigante amarilla de tipo G2III-IV, la estrella secundaria.
La primaria tiene una temperatura efectiva de 12 250 K, aunque parece ser que en su superficie existe una mancha caliente con una temperatura superior de 20 000 K y una masa 5,45 veces mayor que la masa solar. Su radio es 4,11 veces más grande que el del Sol. La acompañante tiene una temperatura de 5500 K y una masa doble de la del Sol. Su tamaño, igual a 5,64 radios solares, es algo mayor que el de su compañera. El sistema constituye una «binaria semidesprendida»; la gigante amarilla llena su lóbulo de Roche, perdiendo materia que cae directamente hacia la estrella caliente. La tasa anual de pérdida de masa estelar equivale a 2,04×10-6 veces la masa solar.
El período orbital de esta binaria es de 3,3806 días, siendo la órbita prácticamente circular (ε = 0,03).

## Variabilidad
U Sagittae es una binaria eclipsante en donde el eclipse de la estrella primaria, que supone una caída de brillo de 2,83 magnitudes, es total.
El eclipse secundario es mucho menos acentuado y conlleva una disminución de brillo de 0,26 magnitudes.
U Sagittae es brillante y activa como radiofuente.